# Shche ne vmerla Ukrayina
"Shche ne vmerla Ukraina" (tiếng Ukraina: Ще не вмерла Україна tức là "Ukraina bất diệt") là quốc ca của Ukraina. Nhạc sĩ Mikhailo Verbytsky, một người theo đạo Thiên chúa và là cha cố, đã sáng tác phần nhạc từ năm 1863 để đi kèm phần lời do Pavlo Chubynsky viết.
Năm 1917, nó trở thành quốc ca của Nước Cộng hòa Nhân dân Ukraina dù nước này tồn tại trong thời gian ngắn.
"Shche ne vmerla Ukraina" được cất lên như là Quốc ca trong lễ nhậm chức của Tổng thống đầu tiên của Ukraina, Leonid Kravchuk, và ngày 5 tháng 12 năm 1991.
Hiến pháp năm 1996 lấy nhạc của Verbytsky làm chủ đề cho Quốc ca, còn phần lời được 2/3 Thượng viện lựa chọn. Ngày 6 tháng 3 năm 2003, Quốc hội Ukraina đã chọn phần lời sau khi sửa đổi chút ít nguyên bản của Chubynsky.

## Lịch sử

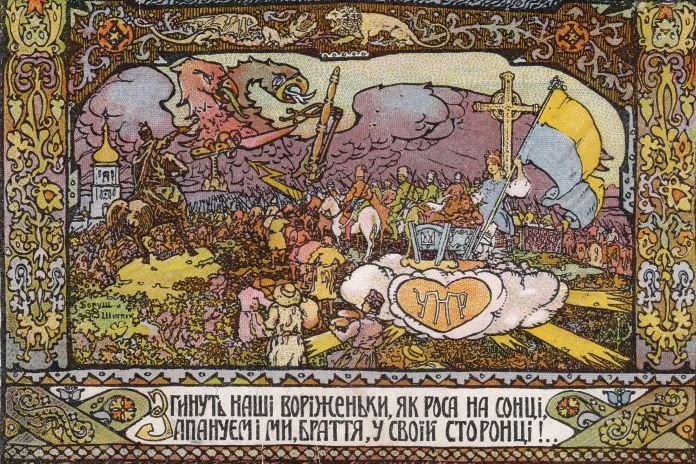
Bưu thiếp năm 1917, in một vài câu của bài hát.

Sáng tác quốc ca Ukraina bắt đầu vào mùa thu năm 1862 trong một bữa tiệc của Pavlo Chubynsky. Một số nghiên cứu tin rằng Quốc ca Ba Lan - "Jeszcze Polska nie zginęła" (Ba Lan bất diệt), sau này trở thành quốc ca của nước này, nhưng đã có từ năm 1797 và Ba Lan, cũng có ảnh hưởng đến lời bài hát của Chubynsky. Vào thời điểm đó, quốc ca Ba Lan đã rất phổ biến trong các quốc gia Đông Âu của cựu Thịnh vượng chung Ba Lan, khi họ bắt đầu những cuộc đấu tranh giành độc lập: một vài tháng sau khi Chubynsky đã viết lời bài hát của mình, khởi nghĩa tháng Giêng bắt đầu. Tương tự như vậy, chịu ảnh hưởng từ quốc ca Ba Lan, nhà thơ Slovak Samo Tomášik đã viết bài hát "Hej, Slováci" (Này! người Slav), mà sau này trở thành bài quốc ca của Nam Tư từ năm 1944 đến năm 2003.
Việc sử dụng rộng rãi lời bài hát của Chubynsky trong những người Ukrainophiles (những người có cảm tình với Ukraina) rất nhanh. Vào ngày 20 cùng năm đó Chubynsky đã viết lời bài hát, người đứng đầu cảnh binh - Hoàng tử Vasily Dolgorukov ra lệnh trục xuất Chubynsky với tội danh "gây ảnh hưởng nguy hiểm trong suy nghĩ của dân thường" và ông sống lưu vong tại tỉnh Arkhangelsk.
Bài thơ của Chubynsky lần đầu tiên được công bố chính thức vào năm 1863 khi nó xuất hiện trong ấn bản thứ tư tạp chí Meta của Lviv. Ngay sau khi bài thơ trở nên phổ biến ở miền Tây Ukraine, nó đã được nhận thấy bởi các giáo sĩ Ukraina. Lấy cảm hứng từ bài thơ của Pavlo Chubynsky, linh mục Mykhailo Verbytsky của Giáo hội Công giáo Hy Lạp Ukraina, một nhà soạn nhạc nổi tiếng người Ukraina, đã quyết định viết nhạc cho nó. Năm 1865, bài thơ của Chubynsky được xuất bản lần đầu cùng với bản nhạc của Verbytsky. Lần đầu được hợp xướng vào năm 1864 tại Nhà hát Ukraine ở Kiev.
Bản thu âm đầu tiên của "Shche ne vmerla Ukrayiny ni slava ni volya" ("Szcze ne wmerla Ukrainy ni slava ni volya") bằng tiếng Ukraina được phát hành trên một bản ghi vinyl của Công ty thu âm Columbia vào năm 1916. Là một bài hát dân gian được thực hiện bởi một người di cư người Ukraine từ Lviv và cư dân New York Mychajlo Zazulak vào năm 1915.
Tuy nhiên, bài thơ của Chubynsky đã không được sử dụng như một bài quốc ca cho đến năm 1917, khi nó được thông qua bởi Cộng hòa Nhân dân Ukraina. Tuy nhiên, ngay cả trong năm 1917–21, "Shche ne vmerla Ukrayina" đã không được chấp nhận theo luật định là một bài quốc ca chính thức như những bài quốc ca khác cũng được sử dụng vào thời điểm đó.
Trong khoảng thời gian từ năm 1918 đến năm 1919, bài thơ của Chubynsky cũng được sử dụng như một bài quốc ca của Cộng hòa Nhân dân Tây Ukraina.
Năm 1939, "Shche ne vmerla Ukrayiny i slava i volya" đã được thông qua như là bài ca chính thức của khu tự trị Carpatho-Ukraina bên trong Tiệp Khắc.

### Thời kỳ Xô Viết
Khi Ukraina ký Hiệp ước về việc thành lập Liên Xô với Nga, Ngoại Kavkaz và Byelorussian vào năm 1922, Cộng hòa xã hội chủ nghĩa Xô Viết được thành lập, quốc ca đã bị chế độ Xô viết cấm ngay lập tức. Vào buổi đầu tiên của Liên Xô, khi quyết định rằng mỗi nước cộng hòa Xô viết nên có bài quốc ca riêng, bài thơ "Shche ne vmerla Ukrayina" đã bị từ chối để ngăn chặn chủ nghĩa ly khai ở Ukraina. Các nhà cầm quyền Liên Xô tuyên bố rằng Ukraina là một quốc gia nằm trong Liên Xô, đó là "bình đẳng giữa những người bình đẳng, tự do trong số những người tự do" và nó nhất thiết phải đề cập đến chủ nghĩa cộng sản. Nhiệm vụ này được thực hiện bởi Pavlo Tychyna, phiên bản của "Zhyvy, Ukrayino, prekrasna i syl'na" (Quốc ca Cộng hòa Xã hội Chủ nghĩa Xô viết Ukraina) là bài hát chính thức của Ukraina từ 1949 đến 1991. Anton Lebedynez đã viết nhạc cho nó. Ca khúc này không bao giờ trở nên phổ biến tại Ukraina và thời Xô Viết, quốc ca Liên Xô được trình diễn trong hầu hết các sự kiện chính thức ở Ukraina.

## Lời
"Shche ne vmerla Ukrainy ni slava ni volya" được hát như là bài quốc ca trên thực tế tại lễ nhậm chức của Tổng thống đầu tiên Leonid Kravchuk vào ngày 5 tháng 12 năm 1991, nhưng đến tận ngày 6 tháng 3 năm 2003, bài thơ của Chubynsky chính thức trở thành một phần của Quốc ca Ukraina.
Vào ngày 6 tháng 3 năm 2003, Verkhovna Rada đã chấp nhận lời bài hát chính thức của ca, chọn sử dụng câu đầu tiên và điệp khúc từ bài thơ của Chubynsky, trong khi sửa đổi một chút đoạn đầu tiên của nó. Thay vì nói "Ukraina vẫn chưa chết, không phải sự vinh quang của Người, cũng không phải tự do của Người" (tiếng Ukraina: Ukrainianе не вмерла Україна, ні слава, ні воля), khái niệm về Ukraina "đã chết" như một quốc gia đã bị xóa sổ: "Vinh quang của Ukraina vẫn chưa tắt, cũng không phải tự do của Người" (tiếng Ukraina: Ukrainianе не вмерла України, і слава, і воля).
Điều 20 Hiến pháp của Ukraina (ngày 28 tháng 6 năm 1996) chỉ định âm nhạc của Verbytsky cho bài quốc ca:
Quốc ca của Ukraina là quốc ca được đặt theo âm nhạc của M. Verbytsky, với những từ được xác nhận bởi luật được thông qua bởi không ít hơn hai phần ba thành phần hiến pháp của Verkhovna Rada của Ukraina.

### Lời gốc của Chubynsky
Khổ thơ đầu trong bài thơ gốc của Chubynsky tương tự như khổ thơ đầu của quốc ca các nước Ba Lan, Nam Tư, và Israel.

## Ghi âm
- Phiên bản nhạc khí vào đầu những năm 2000, bởi Ban nhạc Hải quân Hoa Kỳ